# Jordan Opoku
Jordan Darko-Opoku (Mampona Twifu, 8 oktober 1987) is een Ghanees voetballer die als middenvelder speelt.
Opuku doorliep de Feyenoord Fetteh academie en werd door Feyenoord naar Nederland gehaald. Na huurperiodes bij SBV Excelsior en Royal Antwerp FC keerde hij terug naar het Feyenoord filiaal in Ghana. Daar werd hij in 2009 opgepikt door Asante Kotoko dat hem in 2011 verhuurde aan Dinamo Tirana in Albanië.
In 2009 debuteerde Opoku voor het Ghanees voetbalelftal. Sinds 2014 zit hij geregeld bij het nationale team.

## Statistieken
| Seizoen         | Club             | Competitie      | Competitie | Competitie | Beker | Beker | Internationaal | Internationaal | Totaal | Totaal |
| Seizoen         | Club             | Competitie      | Wed.       | Dlp.       | Wed.  | Dlp.  | Wed.           | Dlp.           | Wed.   | Dlp.   |
| --------------- | ---------------- | --------------- | ---------- | ---------- | ----- | ----- | -------------- | -------------- | ------ | ------ |
| 2008/09         | Feyenoord Fetteh | Premier League  | 29         | 1          | 0     | 0     | –              | –              | 29     | 1      |
| Carrière totaal | Carrière totaal  | Carrière totaal | 29         | 1          | 0     | 0     | 0              | 0              | 29     | 1      |

Bijgewerkt t/m 3 augustus 2016.